# Akbar Kan (afganistanski general)
Mohamed Akbar Kan, afganistanski general in emir, * 1813, † 1845.
Kan, Dosa Mohameda Kana, je bil poveljnik afganistanske vojske med prvo angleško-afganistansko vojno.